# Fiumi Uniti
Les Fiumi Uniti (en italien : Fleuves unis) sont un cours d'eau, résultat de la confluence des rivières Ronco et Montone, dans la province de Ravenne, région d’Émilie-Romagne, en Italie.

## Hydrographie
D'une longueur de 12 km, un débit de 10 m³/s, il naît de la confluence des rivières Montone et Ronco pour se jeter dans la Mer Adriatique entre les lidi d'Adriano et de Dante.

## Aménagements et voisinage
Jusqu’à la fin de la moitié du XIIIe siècle, les Fiumi Uniti s’écoulaient au pied des murs de la cité de Ravenne, les longeant au Sud puis au Nord-ouest pour ensuite se jeter dans l’Adriatique. Le régime torrentiel des deux cours d’eau formant les Fiumi Uniti exposait la cité à de désastreuses inondations, dont la plus importante fut celle de 1636, suivie de celles de 1651, 1693, 1700 et 1715.
En 1651, un canal nommé Pamphilio ou Panfilio, long de 7 km et débouchant près du port Candiano, fut creusé pour isoler la cité des eaux de la mer.
Vers 1737, le cardinal Giulio Alberoni, légat de Romagne, fit dévier le Ronco et le Montone dans le lit du canal Panfilio. La réalisation d'un tel ouvrage demanda la construction d’une écluse le long du Montone, l’« écluse de San Marco », encore existante aujourd’hui. Il en sort un canal artificiel, creusé en direction du Panfilio, qui intercepte le cours du Ronco le long de l’actuelle route SS67, depuis laquelle la confluence des deux rivières est visible. L'ouvrage eut de notables répercussions sur la vie de la cité de Ravenne, comme le pont de bois qui traversait le Montone et qui resta jusqu’au début de la Seconde Guerre mondiale. Le Ponte Nuovo (pont neuf) réalisé sur le canal Panfilio à la confluence des deux rivières existe encore actuellement.
En 1748, un nouveau port-canal remplaça le Panfilio, quand le légat Giulio Alberoni, appuyé par le pape Clément XII, réalisa un nouveau canal récupérant une partie du lit abandonné du Montone. L'infrastructure d’aujourd’hui porte officiellement le nom du pape Lorenzo Corsini, mais est communément appelé Candiano.

## Note
1. ↑  Les 27 et 28 mai 1636, les eaux submergèrent les murs près de la Rocca (forteresse) et la Torre Zancana (Tour Zancana), noyant la cité sous 2 mètres d’eau.

- (it) Cet article est partiellement ou en totalité issu de l’article de Wikipédia en italien intitulé « Fiumi Uniti » (voir la liste des auteurs).